# Futurama: Bender’s Big Score
A Futurama: Bender's Big Score az amerikai Futurama rajzfilmsorozat filmváltozata.
Az USA-ban 2007. november 27-én mutatták be.

## Cselekmény[1]
|  | Alább a cselekmény részletei következnek! |

Botcsinálta professzor kirúgja az egész Bolygó expressz csapatot. Elmondása szerint a döntést már két éve halogatja, ugyanis két évvel ezelőtt vonták be a működési engedélyüket. Azonban az őket kirúgó alkalmazottakat is kirúgták, így egyelőre mégis együtt marad a csapat. Ennek örömére rendeznek egy céges partit, ahol Hermész limbózás közben levágja a saját fejét egy karddal. Emiatt felesége, Barbara elhagyja. Hermészt gyorsan elviszik a Fejmúzeumba, hogy legalább a fejét megmentsék. Itt Leila megismerkedik egy alkalmazottal, Larssal. Azonnal egymásba szeretnek Fry legnagyobb féltékenységére.
A Bolygó expressznek egy csomagot kell leszállítania a Nudista bolygóra. Leila felfedez egy tetoválást Fry fenekén, mely Bendert ábrázolja. Három csaló lény megszerzi a csapattagok e-mail címét, hogy a későbbiekben reklámlevelekkel bombázhassa őket. Otthon mindenki besétál a csapdájukba, a valóságból is ismert trükkökkel csalják ki a bankszámla-számukat: olcsó antidepressziáns, állatok megmentése, lottónyeremény és pénzátutalás szerepel a csalások között. Bender pedig az ingyen pornó reményében vírust telepít saját magára. Botcsinálta professzor az egész cégét a szélhámos űrlények nevére írja. Mikor megjelennek az új tulajok, különleges képességükkel információk után szimatolnak. Felfedezik Fry tetoválását is, mely egy titkos kód a paradoxonmentes időutazáshoz. Nibbler felfedi magát és elmagyarázza, hogy ha használják a kódot, az egész világegyetem megsemmisülhet, de a csalók figyelmen kívül hagyják a figyelmeztetését.
Az időkód csak visszautazást tesz lehetővé. A csalók Bendert arra utasítják, hogy utazzon vissza az időben és raboljon értéktárgyakat. Miután végzett, rejtse el őket a ház alatti barlangban, és várjon néhány ezer évet. Hermes megkéri Bendert, hogy lopjon neki a múltból egy új testet, amire Dr. Zoiberg rá is műti a fejét, de véletlenül fordítva. A professzor felfedezi, hogy a másodpéldányok élete mindig halálra van ítélve, mert egy test csak egy példányban létezhet az időben. Eközben Lars és Leila rendszeresen randizik.
Miután Bender ellopott mindent a múltból ami értékes (Leonardo da Vinci Mona Lisa festménye, Tutanhamon halotti maszkja, húsvét-szigeti kőszobor...), a csalók úgy döntenek, hogy megsemmisítik az időkódot oly módon, hogy megölik Fryt és azután törlik Bender memóriáját. Fry elmenekül, majd arra használja a kódot, hogy 2000. január 1-jébe utazzon vissza, a lefagyasztásának napjára.
Bender visszautazik utána az időben, hogy megölje a Hibernáló laborban. Ám várakozás közben a sok elfogyasztott sörtől ki kell mennie a mosdóba, ezért visszautazik az időben néhány másodpercet, hogy legyen ideje elmenni. Így 2000-ben Benderből kettő lesz. Bender megjegyzi, hogy attól fél, ez csak egyre zavarosabb lesz. Mire kimondja, megjelenik egy újabb példány saját magából és elhelyezi a tetoválást a lefagyasztott Fry fenekén. A másodpéldány rátámad a jövőből épp megérkező Fryra, de döntésképtelenné válik, amely saját halálához vezet. Az utolsó pillanatban Fry belöki egy hibernáló kamrába és lefagyasztja. Az eredeti Bender azzal tölti a következő tizenkét évet, hogy vadászik Fryra. Végül 12 év keresés után felrobbantja Fry lakását, amikor barátja visszaérkezik a Sarkvidékről.
Bender vár 1000 évet, majd jelenti a sikerét, így a csalók kitörlik az időkódot és az engedelmességvírust. Egy parkban egy emlékmű alatt Fry ismét előkerül. Elmeséli, hogy belőle is kettő van, egy a múltban maradt, egy pedig bemászott a hibernálókamrába saját maga mellé, hogy visszatérhessen a jövőbe. Egy visszaemlékezésben láthatjuk Fry 21. századi életét, amint egy árván maradt narvált, Leelut gondozza, majd miután szabadon engedték az állatot, évekig keresi az Északi sarkon.
Nibbler megsemmisíti az időkódtetoválást, hogy megakadályozza a csalók további időutazásait. Már mindenki a csalóknak köszönhetően szegénységben él. Leela és Lars úgy döntenek, hogy megházasodnak. Egy láncreakció az esküvőnél ahhoz vezet, hogy Hermest megint lefejezik, és a testét összetöri egy leszakadó csillár. Botcsinálta ismét emlékeztet mindenkit arra, hogy a másodpéldányokra mindig halál vár. Ettől a hírtől Lars felkavarttá válik és lefújja az esküvőt.
A csalók rászedik Richard Nixon Földi elnököt, aki eladja a Földet nekik, ezért mindenkinek el kell hagynia a bolygót. A Föld visszaszerzésére a Robot Mikulás segítségével és seregével összegyűjtenek egy flottát. Eközben az űrlények arany halálcsillagokat építettek. Az emberek a csatát elveszítenék, azonban Hermész bürokratikus agyát összekötik egy számítógéppel, mely a csatát irányítja. Hermes a csalók flottája ellen győzelemre vezeti a Földet.
A csalóknál maradt azonban még egy hatalmas erejű bomba, melyet Bender lopott el még korábban. Bender azonban a lopás után kicserélte a bomba táskáját, így Leila az igazi bombával elpusztítja az ellenség utolsó űrhajóját. Mindenki visszatér Földre, hogy megünnepelje a 3008-as újévet. Bender kitüntetést kap tettéért, Hermész pedig visszakapja az eredeti testét.
Fry úgy dönt, hogy megpróbálja összehozni újra Leilát és Larst a hibernáló laborban. Azonban megjelenik Nudar, az egyetlen csaló, aki túlélte a robbanást. Nudar azt állítja, hogy az időutazás-kód még mindig létezik Larson és túszul ejti Leilát. Lars a segítségére siet, a csalót odaviszi ahhoz a tartályhoz, melyben Bender egyik másodpéldánya van. Hirtelen kinyitja az ajtót és kiesik az 1000 éve lefagyasztott, felrobbanni készülő Bender. Robbanása megöli Larsot és az utolsó csalót is. A szakadt ruháján keresztül látszik, hogy valóban rajta volt az időkód tetoválás! Egy 20. századi visszatekintés bemutatja, hogyan került a tetoválás Lars fenekére: Fry, miután szabadon engedte Leelut az Északi-sarkon, 2012-ben visszatért a lakásához ahol túlélt Bender támadását, de a tűz és a füst megváltoztatták a megjelenését és hangját. Döbbenten fedezi fel a tükörben, hogy Lars saját maga volt, idősebben és kopaszon! Ezt felismerve elrohant a hibernáló laborba. Lefagyasztotta újra magát, hogy mint Lars találkozhasson újra Leilával. Azonban az esküvőjén Hermész halálát látva rájön, hogy a másodpéldányok mindig halálra vannak ítélve. Hogy ne okozzon fájdalmat szerelmének, inkább lemondja az esküvőt. A temetésen Leela megbocsát Larsnak és Frynak ad egy csókot.
Nibbler szerint most már csak egy dolog maradt hátra: valakinek vissza kell mennie az időben és Lars tetoválását el kell helyeznie Fry testén, hogy elkerüljék az időparadoxont. Bender vállalja a feladatot, elhelyezi a tetoválást, majd ismét elbújik a barlangban újabb 1000 évre. Itt összetalálkozik saját maga másolataival, amint a lopott kincsekkel várakoznak. Megkéri őket, hogy ne adjanak át semmit, hanem vele együtt térjenek vissza a megfelelő időben. Így egyszerre több tucat Bender jelenik meg műkincsekkel felpakolva. Nibbler szerint azonnal evakuálni kell a világegyetemet, mert paradoxon történt és lenyeli saját magát. Ezután a másodpéldányok egyenként elkezdenek felrobbanni és az ég kettéhasad...
|  | Itt a vége a cselekmény részletezésének! |

## Szereplők
| Angol hang       | Szereplő(k)                                                                  |
| ---------------- | ---------------------------------------------------------------------------- |
| Billy West       | Philip J. Fry Professor Farnsworth Dr. Zoidberg Lars Fillmore További hangok |
| Katey Sagal      | Turanga Leela                                                                |
| John DiMaggio    | Bender Robot Santa Barbados Slim További hangok                              |
| Tress MacNeille  | További hangok                                                               |
| Maurice LaMarche | Schlump További hangok                                                       |
| Phil LaMarr      | Hermes Conrad Ethan "Bubblegum" Tate További hangok                          |
| Lauren Tom       | Amy Wong További hangok                                                      |
| David Herman     | Nudar További hangok                                                         |
| Dawnn Lewis      | LaBarbara Conrad                                                             |
| Kath Soucie      | Cubert Farnsworth                                                            |
| Frank Welker     | Nibbler Fleb További hangok                                                  |
| Coolio           | Kwanzaa-bot                                                                  |
| Al Gore          | Saját maga                                                                   |
| Mark Hamill      | Chanukah Zombie                                                              |
| Tom Kenny        | Yancy Fry, Jr.                                                               |
| Sarah Silverman  | Michelle                                                                     |